# Mercedes Mason
Mercedes Mason (voorheen Masöhn; Linköping, 3 maart 1982) is een Zweeds-Amerikaans actrice. Ze speelde in diverse films en televisieseries, waaronder The Finder, NCIS: Los Angeles en Fear the Walking Dead.

## Filmografie

### Film
- 2006: The Break-Up, als Goblet Girl
- 2009: Red Sands, als Arabische vrouw
- 2011: Quarantine 2: Terminal, als Jenny
- 2011: Three Veils, als Leila
- 2012: Genreal Education, als Bebe Simmons
- 2013: Slightly Single in L.A., als Stacey
- 2014: Sniper: Legacy, als Sanaa Malik
- 2015: Ana Maria in Novela Land, als Ana Gloria
- 2020: What the Night Can Do, als Tasha Cole
- 2020: Love by Drowning, als Kazz Martin
- 2023: Little Dixie, als Julie Reed
- 2024: Guns & Moses, als Liat Rosner
- 2025: Quarantine Times, als moeder

### Televisie
- 2005-2006: One Life to Live, als Neely
- 2008: Entourage, als Kara
- 2009: The Law, als Theresa Ramirez
- 2009: The Closer, als Katherine Ortega
- 2009: NCIS, als politie officier Heather Kincaid
- 2009-2010: Three Rivers, als Vanessa
- 2009: CSI: NY, als Frankie Tyler
- 2010: Castle, als Marina Casillas
- 2010: All Signs of Death, als Soledad
- 2011: Traffic Light, als Sherry
- 2011: Chuck, als Zondra
- 2012: The Finder, als Marshal Isabel Zambada
- 2012: Common Law, als Ellen Sandoval
- 2012-2013: 666 Park Avenue, als Louise Leonard
- 2014-2022: NCIS: Los Angeles, als DEA agent Talia Del Campo
- 2014: Californication, als Amy Taylor Walsh
- 2014: Anger Management, als Maggie
- 2015: The Astronaut Wives Club, als Dot Bingham
- 2015: White City, als Lizzie Ghaffari
- 2015-2017: Fear the Walking Dead, als Ofelia Salazar
- 2017: Doubt, als Elena Garcia
- 2018-2021: The Rookie, als kapitein Zoe Anderson
- 2019: How to Get Away with Murder, als Cora Duncan
- 2019-2020: The L Word: Generation Q, als Lena
- 2021: American Horror Stories, als Michelle